# Cranberry Isles
Cranberry Isles és una població dels Estats Units a l'estat de Maine (EUA). Segons el cens del 2000 tenia 128 habitants.

## Demografia
Segons el cens del 2000, Cranberry Isles tenia 128 habitants, 60 habitatges, i 31 famílies. La densitat de població era de 15,6 habitants per km².
Dels 60 habitatges en un 18,3% hi vivien nens de menys de 18 anys, en un 41,7% hi vivien parelles casades, en un 5% dones solteres, i en un 48,3% no eren unitats familiars. En el 28,3% dels habitatges hi vivien persones soles l'11,7% de les quals corresponia a persones de 65 anys o més que vivien soles. El nombre mitjà de persones vivint en cada habitatge era de 2,13 i el nombre mitjà de persones que vivien en cada família era de 2,77.
Per edats la població es repartia de la següent manera: un 18% tenia menys de 18 anys, un 3,1% entre 18 i 24, un 28,1% entre 25 i 44, un 22,7% de 45 a 60 i un 28,1% 65 anys o més.
L'edat mediana era de 46 anys. Per cada 100 dones de 18 o més anys hi havia 94,4 homes.
La renda mediana per habitatge era de 39.063 $ i la renda mediana per família de 49.688 $. Els homes tenien una renda mediana de 29.688 $ mentre que les dones 30.625 $. La renda per capita de la població era de 23.873 $. Entorn del 5,7% de les famílies i el 13,3% de la població estaven per davall del llindar de pobresa.